# Ba’aj
Ba’aj (arab. باعي) – wieś w Syrii, w muhafazie muhafazie Aleppo. W 2004 roku liczyła 626 mieszkańców.